# 함순 (연호)
함순(咸淳, 1265년 ~ 1274년)은 남송 도종(度宗) 조기(趙祺)의 연호이다. 10년 가량 사용하였다. 도종(度宗)이 죽고 난 후에 공제(恭帝)가 덕우로 개원할 때까지 사용하였다.

## 개원
- 경정(景定) 5년 12월 1일[1](율리우스력 1264년 12월 20일)에 연호를 함순(咸淳)으로 정하고, 다음 해 1월 1일[2](율리우스력 1265년 1월 19일)에 개원함.[3][4][5]

- 함순(咸淳) 10년 10월 22일[6](율리우스력 1274년 11월 21일)에 연호를 덕우(德祐)로 정하고, 다음 해 1월 1일[7](율리우스력 1275년 1월 29일)에 개원함.[8][9][10][5]

## 연대 대조표
| 함순 | 서기(西紀) | 간지(干支) | 몽골 제국 연호 원나라 연호 |
| 원년 | 1265년     | 을축(乙丑) | 지원(至元) 2년             |
| 2년  | 1266년     | 병인(丙寅) | 지원 3년                   |
| 3년  | 1267년     | 정묘(丁卯) | 지원 4년                   |
| 4년  | 1268년     | 무진(戊辰) | 지원 5년                   |
| 5년  | 1269년     | 기사(己巳) | 지원 6년                   |
| 6년  | 1270년     | 경오(庚午) | 지원 7년                   |
| 7년  | 1271년     | 신미(辛未) | 지원 8년                   |
| 8년  | 1272년     | 임신(壬申) | 지원 9년                   |
| 9년  | 1273년     | 계유(癸酉) | 지원 10년                  |
| 10년 | 1274년     | 갑술(甲戌) | 지원 11년                  |

## 동시대 연호

### 중국(몽골)
몽골 제국(蒙古帝國)
- 지원(至元) (1264년 ~ 1294년)

### 베트남
- 티에우롱(紹隆) (1258년 ~ 1272년)
- 바오푸(寶符) (1273년 ~ 1278년)

### 일본
- 분에이(文永) (1264년 ~ 1275년)

## 같이 보기
- 중국의 연호 목록